# Dusičnan promethitý
Dusičnan promethitý je anorganická sloučenina s chemickým vzorcem Pm(NO3)3. Dusičnan promethitý je radioaktivní sloučenina, která je rozpustná ve vodě a tvoří krystalické hydráty.

## Příprava
Dusičnan promethitý lze připravit oxidací promethia kyselinou dusičnou:
Pm + 6 HNO3 → Pm(NO3)3 + 3 NO2 + 3 H2O

## Fyzikální vlastnosti
Dusičnan promethitý tvoří purpurově růžové krystaly. Tvoří hexahydrát se strukturou Pm(NO3)3·6H2O.

## Chemické vlastnosti
Dusičnan promethitý se tepelně rozkládá za vzniku oxidu promethitého.